# Les Aventures de Jeeves, valet de chambre
Pour plus de détails, voir Fiche technique et Distribution.
Les Aventures de Jeeves, valet de chambre (Thank You, Jeeves!) est un film américain réalisé par Arthur Greville Collins, sorti en 1936.

## Synopsis
Lorsque « Bertie » Wooster exprime son désir de se rendre à Deauville à la recherche d'aventures romantiques, son majordome Jeeves lui signifie qu'il va quitter son service dès le lendemain matin, les derniers « exploits » de Bertie l'ayant mis en danger. Cette même nuit, une mystérieuse jeune femme, poursuivie par deux hommes, trouve refuge chez Bertie. Ils vont alors se trouver mêlés à une histoire d'espionnage industriel, pleine de péripéties.

## Fiche technique
- Titre original : Thank You, Jeeves!
- Titre français : Les Aventures de Jeeves, valet de chambre
- Réalisation : Arthur Greville Collins
- Scénario : Joseph Hoffman (en), Stephen Gross, d'après le roman Thank You, Jeeves de P.G. Wodehouse (voir infra)
- Direction artistique : Duncan Cramer (en)
- Costumes : Herschel McCoy
- Photographie : Barney McGill
- Son : Joseph E. Aiken, Harry M. Leonard (en)
- Montage : Nick DeMaggio
- Production déléguée : Sol M. Wurtzel
- Société de production : Twentieth Century Fox Film Corporation
- Société de distribution : Twentieth Century Fox Film Corporation
- Pays de production :  États-Unis
- Langue originale : anglais
- Format : noir et blanc — 35 mm — 1,37:1 — son Mono
- Genre : Comédie
- Durée : 57 minutes
- Dates de sortie :
  - États-Unis : 4 octobre 1936
  - France : 1er janvier 1937

## Distribution
- Arthur Treacher : Jeeves
- David Niven : Bertram « Bertie » Wooster
- Virginia Field : Marjorie Lowman
- Lester Matthews : Elliott Manville
- Colin Tapley : Tom Brock
- John Graham Spacey : Jack Stone
- Ernie Stanton : M. Snelling
- Gene Reynolds : Bobby Smith
- Douglas Walton : Edward McDermott
- Willie Best : Drowsy

## Production
- P.G. Wodehouse aurait dit à propos de ce film : « Ils n'ont pas utilisé un seul mot de mon histoire, en mettant à la place une autre écrite par un quelconque écrivaillon de studio »[1].